# Aeschynanthus fulgens
Aeschynanthus fulgens är en tvåhjärtbladig växtart som beskrevs av Nathaniel Wallich och R. Brown. Aeschynanthus fulgens ingår i släktet Aeschynanthus och familjen Gesneriaceae. Inga underarter finns listade i Catalogue of Life.